# Staatliche Universität für Architektur und Bauwesen Tomsk

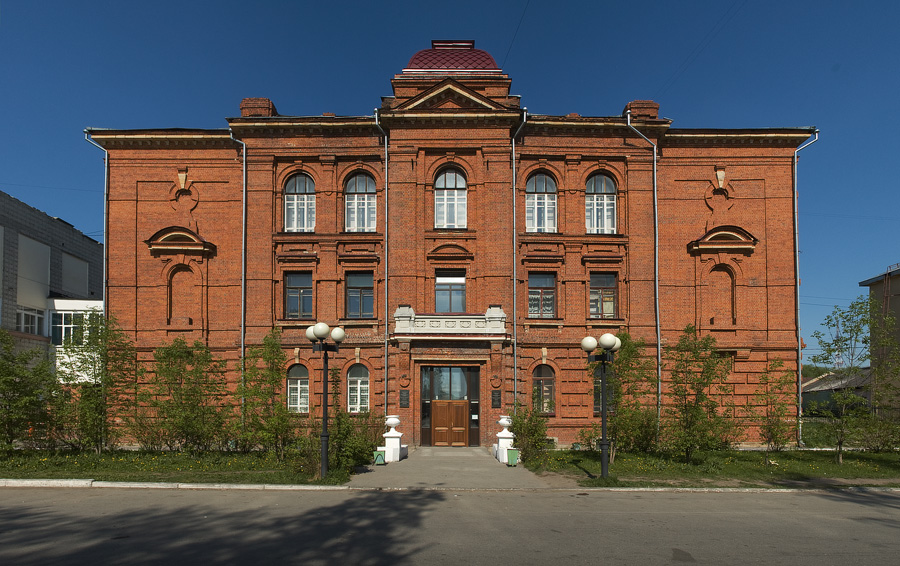
Tomsker Staatliche Universität für Architektur und Bauwesen

Die Staatliche Universität für Architektur und Bauwesen Tomsk (russisch Томский Государственный Архитектурно-Строительный Университет (ТГАСУ)) ist eine technische Universität in der westsibirischen Stadt Tomsk. Sie gilt als eine der führenden Bauhochschulen Russlands.

## Geschichte
Die Tomsker Staatliche Universität für Architektur und Bauwesen wurde 1952 als Tomsker Institut für Bauingenieure gegründet. Der Lehrbetrieb wurde im Gebäude der Ersten Sibirischen Fachschule für Kommerz, erstellt durch den sibirischen Architekturprofessor Konstantin K. Lygin (1854–1932). 1953 erfolgte die Umbenennung in Tomsker Institut für Ingenieur- und Bauwesen. 1993 wurde das Tomsker Staatliche Institut für Architektur und Bauwesen in die Tomsker Staatliche Akademie für Architektur und Bauwesen umbenannt. Im Jahre 1997 erfolgte die Umwandlung zur Tomsker Staatlichen Universität für Architektur und Bauwesen.

## Organisation
An der Universität studieren in 39 Fachrichtungen im Bereich der Architektur und des Ingenieurbauwesens circa 14.000 Studenten und circa 4000 Fernstudenten sowie über 1500 Studenten in postgradualen Weiterbildungsmaßnahmen. Sie werden von 400 Dozenten, davon 83 Professoren, und über 1000 wissenschaftlichen Mitarbeitern betreut. Neben dem Hauptsitz in Tomsk hat die Hochschule Standorte in Streschewoi, Belowo, Leninsk-Kusnezki, Assino, Nowokusnezk sowie Parabel.
Die Tomsker Staatliche Universität für Architektur und Bauwesen ist Mitglied internationaler und russischer Institute, der Akademie der Ingenieurwissenschaften der Russischen Föderation, der Internationalen Akademie des Hochschulwesens, der Russischen Akademie für Kommunalwirtschaft. Internationale Hochschulpartnerschaften bestehen insbesondere mit der Ohio State University, USA, dem britischen Institution of Civil Engineers, der Universität Ulsan, Südkorea, sowie der Universität Magdeburg.
Derzeitiger Rektor ist Michail Iwanowitsch Slobodskoi.